# Adventure (1979)
Adventure — комп'ютерна гра 1979 року для ігрової платформи Atari 2600, одна з перших ігор у жанрі action-adventure. Створювач гри, Воррен Робінетт, став першим відомим розробником у світі, який розмістив у грі пасхальне яйце.

## Розробка гри
Гра була створена під враженням від текстової гри «Colossal Cave Adventure», розробленої Віллом Кроутером та модифікованої Доном Вудсом. Незважаючи на те, що прототип гри був текстовим, сама гра є графічною. «Adventure» була випущена загальним тиражем у мільйон копій, завдяки чому зайняла сьоме місце в рейтингу найпродаваніших ігор для Atari 2600 за всю історію існування платформи.
У 1979 році розробникам не дозволяли розміщувати свої імена у продуктах, які вони робили. Робінетт пішов на хитрість, внісши в саму гру приховану згадку про себе, зробивши тим самим те, що сьогодні має назву великоднє яйце. Згідно Воррена, першим, кому вдалося виявити секретне повідомлення, став молодий гравець з Солт-Лейк-Сіті, який і написав про свою знахідку в Atari.  
Пасхалку можна було виявити тільки на 2 або 3 рівні складності, знайшовши «невидимий» (зливається з загальним фоном) об'єкт розміром 1×1 піксель, і доставивши його в секретну кімнату крізь фальшиву стінку (при інших обставинах прохід нічим себе не проявляє) в золотому замку. Дійшовши до секретної кімнати, гравець отримував повідомлення «Created by Warren Robinett» («Створено Ворреном Робінеттом»).

## Ігровий процес
Основна задача гравця — знайти кубок і повернути його в золотий замок. Персонаж гравця, який зображений простим квадратом, подорожує замками, лабіринтами, різними приміщеннями. У деяких з них лежать меч, ключі, кожен з яких може відчинити певний замок (золотий, чорний чи білий), магічний місток, що дозволяє рухатися крізь стіни, і магніт, який притягує різні предмети.
У лабіринтах є три дракони, які зберігають важливі предмети; вбити їх можна лише за допомогою меча. Також є кажан, який може забирати або залишати певні предмети в кімнатах, а також красти їх у персонажа. Персонаж, в свою чергу, може спіймати кажана і подорожувати на ньому через лабіринти.

## Продовження
- Продовження «Adventure» було анонсовано на початку 1982 року, однак згодом було перетворено в серію ігор «Swordquest»[3].
- Власне продовження вийшло в 2005 році для ретроконсолі Atari Flashback 2.